# 24-Stunden-Rennen von Spa-Francorchamps 1978

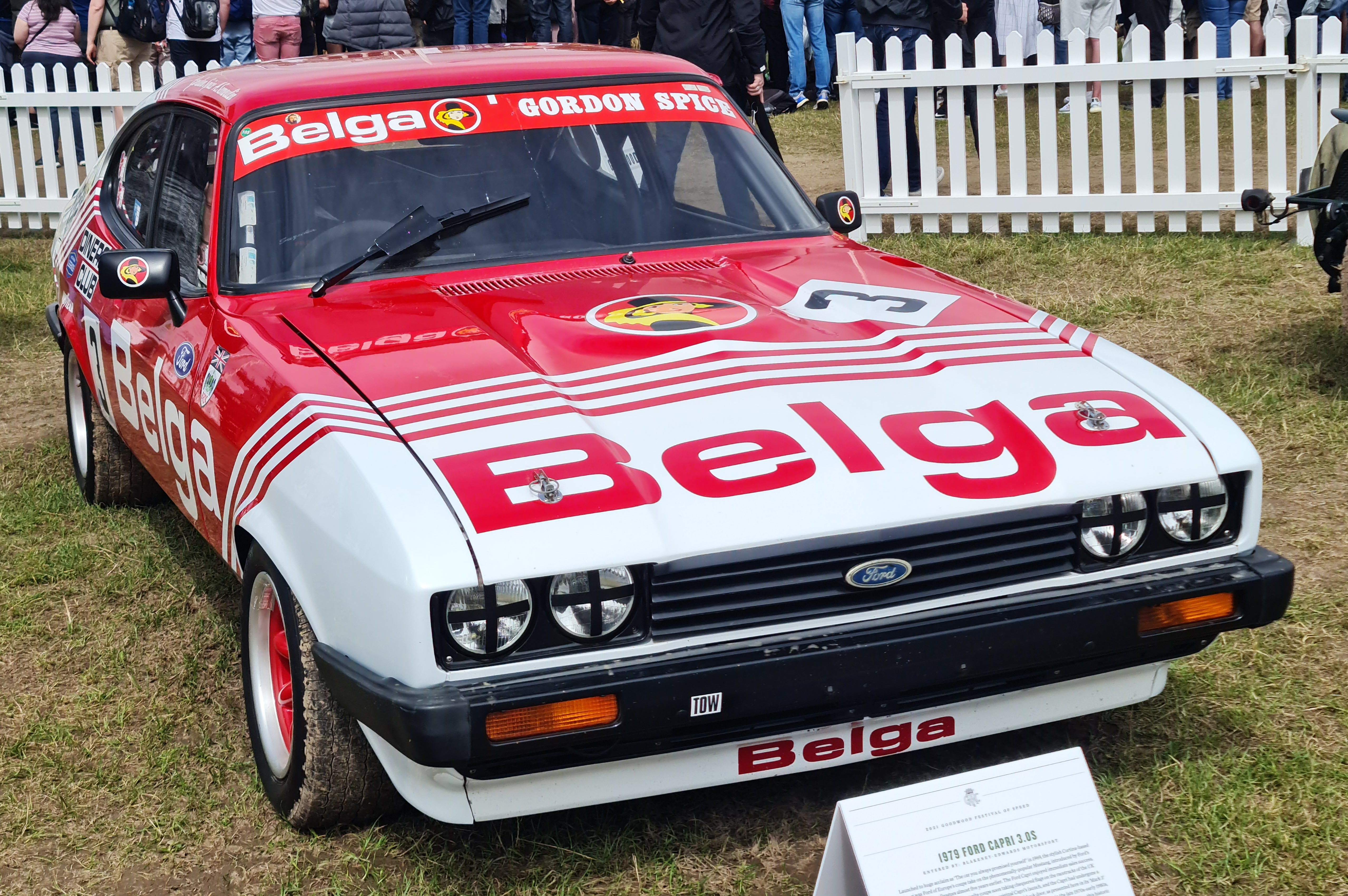
Belga-Ford Capri III 3.0S

Das 30. 24-Stunden-Rennen von Spa-Francorchamps, auch 24 heures de Francorchamps, fand vom 22. bis 23. Juli 1978 auf dem Circuit de Spa-Francorchamps statt und war der fünfte Wertungslauf der Trophée de l’Avenir dieses Jahres.

## Das Rennen
1971 begann beim 24-Stunden-Rennen der Wettbewerb zwischen den Tourenwagen von BMW und Ford, der 1978 seine Fortsetzung fand. Fünf Ford Capri III brachte das Rennteam von Gordon Spice nach Spa, wo zum letzten Mal ein 24-Stunden-Rennen auf dem 14,1 km langen, schnellen und gefährlichen Straßenkurs stattfand. Die Ford Capri waren leichter als die BMW 530i US und fuhren im Training die besseren Rundenzeiten. Einen der Ford Capri steuerte als Teampartner von Philippe Martin Jean-Pierre Jaussaud, der fünf Wochen davor gemeinsam mit Didier Pironi im Alpine A442 das 24-Stunden-Rennen von Le Mans gewonnen hatte. Auch BMW konnte einen Le-Mans-Sieger vorweisen. Derek Bell fuhr einen Juma-530i gemeinsam mit Eddy Joosen. Der Einsatz endete im Friedhof von Malmedy, wo neben dem Bell/Joosen-BMW drei weitere Fahrzeuge im Rennen verunfallten. Darunter der VW Scirocco von Jacky Ickx und Brian Redman.
Das spätere Siegerteam hatte ein ereignisreiches Rennen. Der Ford Capri von Gordon Spice und Teddy Pilette lag in der ersten Rennstunde in Führung, ehe der Wagen wegen Zündaussetzern in langsamer Fahrt an die Box kam. Nach der Reinigung einer verstopften Treibstoffleitung konnte der Wagen weiterfahren, lag aber nur noch an der 22. Stelle. Frühe Ausfälle trafen den Toyota Trueno von Thierry Boutsen, Lella Lombardi und Marc Duez (defekte Pleuelstange) und den Martin/Jaussaud-Capri (defekter Verteiler). Nach drei Stunden Rennzeit endete die Führung von Chris Craft im Ford Capri durch einen Unfall im Streckenabschnitt Burnenville. Um Mitternacht fuhr Reine Wisell im BMW, der in den Morgenstunden einen Motorschaden hatte.
Am Sonntagvormittag fuhr der Spice/Pilette-Ford nach einer Aufholjagd in der Nacht wieder an der Spitze des Feldes. Kaum hatte der Wagen die Führung übernommen, steuerte Pilette den Capri mit einem platten Reifen an die Boxen. Nur 50 Minuten später – wieder an der ersten Stelle im Klassement fahrend – musste die Wasserpumpe getauscht werden. Eine Stunde vor dem Fallen der Zielflagge lag der Ford eine Minute hinter dem BMW von Dirk Vermeersch, Raymond van Hove und Eddy Joosen an der zweiten Stelle. Spice gelang es in der restlichen Fahrzeit nicht nur den Rückstand wettzumachen, sondern auch einen Vorsprung von über einer Minute herauszufahren. Ein letzter Tankstopp, 14 Minuten vor dem Abwinken, änderte nichts mehr am Sieg.

## Ergebnisse

### Schlussklassement
| 1                  | T + 2.5 | 27 | Belga Castrol Team               | Gordon Spice Teddy Pilette                                    | Ford Capri III 3.0S          | 305 |
| 2                  | T + 2.5 | 2  | Juma BMW Castrol                 | Dirk Vermeersch Raymond van Hove Eddy Joosen                  | BMW 530i US                  | 305 |
| 3                  | T + 2.5 | 3  | Serge Power BMW Castrol          | Alain Peltier Patrick Nève                                    | BMW 530i US                  | 296 |
| 4                  | T + 2.5 | 36 | Racing City 7                    | André Lierneux Peter Clark Stuart Rolt                        | Ford Capri II 3.0S           | 295 |
| 5                  | T + 2.5 | 7  | Luigi Racing Lotto               | Willy Braillard Umberto Grano Spartaco Dini                   | BMW 530i                     | 292 |
| 6                  | T - 2.5 | 45 | KWS Euro-Motor                   | Hartmut Bauer Rudolf Doetsch Manfred Mohr Wolfgang Wolf       | Ford Escort II RS 2000       | 287 |
| 7                  | T + 2.5 | 5  | Luigi Racing Lotto               | Jean Xhenceval Martino Finotto André Gavage                   | BMW 530i                     | 285 |
| 8                  | T - 2.5 | 44 | Team Benoit                      | Philippe Gurdjian Roger Dorchy Henri Sonveau Daniel Benoit    | BMW 323i                     | 282 |
| 9                  | T + 2.5 | 8  | Luigi Racing Lotto               | Jo de Gheldere Jean-Pierre Wielemans Pierre Dieudonné         | BMW 530i                     | 281 |
| 10                 | T - 2.5 | 57 | Roland Imbert                    | Roland Imbert Bernard Béguin J. C. Martinez                   | Alfa Romeo Alfetta GTV       | 277 |
| 11                 | T - 2.5 | 64 | International Motor Cy           | Dirk Desoet A. Savary Boudoin Vanderrest                      | Toyota 2000 GT               | 271 |
| 12                 | T - 2.5 | 43 | Allam Motor Services             | Jock Robertson Alan Major Richard Jones                       | Vauxhall Firenza Magnum 2300 | 271 |
| 13                 | T - 1.6 | 92 | International Motor Cy           | Claude Holvoet Lucien Garcin Rudolph Moortgat                 | Toyota Trueno                | 263 |
| 14                 | T - 1.6 | 85 | Jean-Marie Borderiou             | Jean-Marie Borderiou H. Migeo Philippe Haezebrouck            | VW Golf GTI                  | 260 |
| 15                 | T - 1.6 | 83 | Team Dinant                      | Roger Van Peteghem R. Verbist J. Raymond Ullens Michel Dinant | VW Golf GTI                  | 257 |
| 16                 | T + 2.5 | 17 | Team Benoit                      | Jean-Claude Depince Jean-Pierre Gabreau Charles van Stalle    | BMW 3.0 CSi                  | 246 |
| 17                 | T - 2.5 | 54 | Team Brumar Holiday Club         | Michel Chapel Marc Donner Jihemde                             | Alfa Romeo Alfetta GTV       | 228 |
| 18                 | T - 1.6 | 75 | Belgian VW Club                  | Bernard de St. Hubert Jean-Charles Goris                      | VW Scirocco GTI              | 225 |
| 19                 | T - 1.6 | 80 | Veedol Racing Team               | Pierre Jamin Jean Degey Pierre Vaillant                       | VW Scirocco GTI              | 222 |
| 20                 | T - 2.5 | 50 | KWS Euro-Motor                   | Pierre Bos Guy Somekh Marcel Jominet                          | Ford Escort II RS 2000       | 221 |
| 21                 | T - 2.5 | 52 | Jolly Club Milano                | Michel Lauria Federico Cipriani Robert Heiderscheid           | Alfa Romeo Alfetta GTV       | 199 |
| Ausgefallen        |         |    |                                  |                                                               |                              |     |
| 22                 | T - 2.5 | 67 | Gilbert Jenny                    | Gilbert Jenny Franco Wipf Paul Schmid                         | Opel Kadett GT/E             |     |
| 23                 | T - 2.5 | 51 | Ford Castrol Team                | Philippe van De Velde Robert Hanon                            | Ford Escort II RS 2000       |     |
| 24                 | T - 2.5 | 71 | Ford Berkenkamp Racing           | Matthias Schneider Gunter Braumüller                          | Ford Escort II RS 2000       |     |
| 25                 | T + 2.5 | 16 | Team Benoit                      | Alain Cudini Dany Snobeck Roger Dorchy                        | BMW 530i                     |     |
| 26                 | T + 2.5 | 33 | Triplex Allam Motor Services     | Gerry Marshall Jeff Allam Stuart Patterson                    | Ford Capri III 3.0S          |     |
| 27                 | T + 2.5 | 29 | Hermetite Veedol Team            | Jeremy Nightingale Les Delano Alain Beauchef                  | Ford Capri III 3.0S          |     |
| 28                 | T + 2.5 | 32 | Fabergé Racing Ford Castrol      | Stuart Graham Brian Muir                                      | Ford Capri III 3.0S          |     |
| 29                 | T - 1.6 | 78 | Veedol Racing Team               | Henri Sonveau Pierre Laoureux J. P. Devaux                    | VW Scirocco GTI              |     |
| 30                 | T - 1.6 | 64 | Valvoline Racing                 | Michel de Deyne Didier Havaux Marc Demol                      | VW Golf GTI                  |     |
| 31                 | T - 1.6 | 95 | East Belgian Racing Team         | Emmanuel Remion Leon Clohse                                   | Toyota Celica GT             |     |
| 32                 | T - 2.5 | 61 | Guy Pirenne                      | Guy Pirenne René Metge                                        | Triumph Dolomite Sprint      |     |
| 33                 | T + 2.5 | 28 | Veedol Team                      | Les Blackburn John Fitzpatrick Stuart Rolt                    | Ford Capri III 3.0S          |     |
| 34                 | T - 2.5 | 46 | KWS Euro-Motor                   | Aloyse Kridel Romain Wolff Hartmut Bauer                      | Ford Escort II RS 2000       |     |
| 35                 | T + 2.5 | 38 | Business for Racing              | Claude Lamine Dany Swyssen Thierry Carpentier                 | Ford Capri II 3.0S           |     |
| 36                 | T + 2.5 | 34 | Equipe Esso                      | Vince Woodman Jonathan Buncombe                               | Ford Capri II 3.0S           |     |
| 37                 | T - 1.6 | 76 | Belgian VW Club                  | Francis Polak Luc de Cock                                     | VW Scirocco GTI              |     |
| 38                 | T - 1.6 | 76 | Belgian VW Club                  | Daniël Herregods Jacques Berger                               | VW Scirocco GTI              |     |
| 39                 | T + 2.5 | 14 | Racing City 7                    | Claude Bourgoignie Reine Wisell                               | BMW 3.0 CSi                  |     |
| 40                 | T + 2.5 | 4  | Serge Power BMW Castrol          | Alain Peltier Patrick Nève                                    | BMW 530i                     |     |
| 41                 | T + 2.5 | 15 | Eggenberger Motorsport           | Hans-Jürg Dürig Hans Egenter Rudi Gygax                       | BMW 530i                     |     |
| 42                 | T - 2.5 | 70 | Rob Slotemaker                   | Rob Slotemaker Job van Oostrum Hans Maasland                  | Alfa Romeo Alfetta GTV       |     |
| 43                 | T - 2.5 | 53 | Racing Team Alfa Geleen          | Hub Nijsten Christine Beckers Daniël Rombaut                  | Alfa Romeo Alfetta GTV       |     |
| 44                 | T + 2.5 | 20 | Eumig Film Racing Team           | Loek Vermeulen Henny Hemmes Hans Deen                         | Chevrolet Camaro Z28         |     |
| 45                 | T + 2.5 | 21 | Eumig Film Racing Team           | Huub Vermeulen Arthur van Dedem                               | Chevrolet Camaro Z28         |     |
| 46                 | T + 2.5 | 24 | Belga Castrol Team               | Jean-Michel Martin René Tricot                                | Ford Capri III 3.0S          |     |
| 47                 | T + 2.5 | 25 | Belga Castrol Team               | Philippe Martin Jean-Pierre Jaussaud                          | Ford Capri III 3.0S          |     |
| 48                 | T + 2.5 | 11 | Veedol Team                      | Erwin van den Broeck Jean-Paul Rieu Kurt van Maldeghem        | BMW 3.0 CSi                  |     |
| 49                 | T + 2.5 | 6  | Luigi Racing Lotto               | Michel Paulus Claude de Wael                                  | BMW 3.0 CSi                  |     |
| 50                 | T + 2.5 | 26 | Belga Castrol Team               | Chris Craft Alain Corbisier                                   | Ford Capri III 3.0S          |     |
| 51                 | T + 2.5 | 1  | Juma BMW Castrol                 | Eddy Joosen Derek Bell                                        | BMW 530i                     |     |
| 52                 | T - 1.6 | 91 | Luigi Racing                     | Thierry Boutsen Lella Lombardi Marc Duez                      | Toyota Trueno                |     |
| 53                 | T - 1.6 | 74 | Belgian VW Club                  | Jacky Ickx Brian Redman                                       | VW Scirocco GTI              |     |
| 54                 | T - 1.6 | 81 | M. Cresson                       | Jean François Auboiron Dominique Lacaud                       | VW Scirocco GTI              |     |
| 55                 | T - 1.6 | 82 | M. Cresson                       | G. Pompidou Reynald Martin P. Galas                           | VW Golf GTI                  |     |
| Nicht gestartet    |         |    |                                  |                                                               |                              |     |
| 56                 | T + 2.5 | 18 | Team Benoit                      | Xavier Lapeyre Dominique Fornage                              | BMW 3.0 CSi                  | 1   |
| 57                 | T + 2.5 | 31 | Fabergé Racing                   | Bernard Lagier François Bichat                                | Ford Capri III 3.0S          | 2   |
| 58                 | T + 2.5 | 37 |                                  | Jacques Cleutjens Man Bergsteijn Freddy Fruhauf               | Ford Capri 3000 GT           | 3   |
| Nicht qualifiziert |         |    |                                  |                                                               |                              |     |
| 59                 | T + 2.5 | 12 | Renstal Duindistel Sunoco Oil RT | Michel Delcourt Jean-Marie Baert Philippe Sougné              | BMW 3.0 CSi                  | 4   |
| 60                 | T + 2.5 | 30 | Hermetite Veedol Team            | Bernard Carlier Nello Brunetti                                | Ford Capri III 3.0S          | 5   |
| 61                 | T - 2.5 | 31 | Team Brumar Holiday Club         | Eric Mandron Alphonse Boschi                                  | Alfa Romeo Alfetta GTV       | 6   |
| 62                 | T - 2.5 | 65 | Belgian VW Club                  | Philippe de Leener Jean-Daniel Raulet Hans-Joachim Nowak      | Audi 100 5E                  | 7   |
| 63                 | T - 2.5 | 66 | Valvoline Racing                 | George Forotti Charles Naveau                                 | Opel Kadett GT/E             | 8   |
| 64                 | T - 1.6 | 86 | Haribo Racing Team               | Hans-Günther Stoffel Bodo Eichner                             | Simca Rallye 3               | 9   |
| 65                 | T - 1.6 | 89 | International Motor Cy           | Georges Cremer Oscar Kessler                                  | Toyota Celica GT             | 10  |
| 66                 | T - 1.6 | 90 | International Motor Cy           | Philippe Lambert Pierre Laffeach                              | Toyota Celica GT             | 11  |

1 Unfall im Training
2 nicht gestartet
3 Motorschaden im Training
4 nicht qualifiziert
5 nicht qualifiziert
6 nicht qualifiziert
7 nicht qualifiziert
8 nicht qualifiziert
9 nicht qualifiziert
10 nicht qualifiziert
11 nicht qualifiziert

### Nur in der Meldeliste
Zu diesem Rennen sind keine weiteren Meldungen bekannt.

### Klassensieger
| Klasse  | Fahrer         | Fahrer         | Fahrer           | Fahrer        | Fahrzeug               | Platzierung im Gesamtklassement |
| ------- | -------------- | -------------- | ---------------- | ------------- | ---------------------- | ------------------------------- |
| T + 2.5 | Gordon Spice   | Teddy Pilette  |                  |               | Ford Capri III 3.0S    | Gesamtsieg                      |
| T - 2.5 | Hartmut Bauer  | Rudolf Doetsch | Manfred Mohr     | Wolfgang Wolf | Ford Escort II RS 2000 | Rang 6                          |
| T - 1.6 | Claude Holvoet | Lucien Garcin  | Rudolph Moortgat |               | Toyota Trueno          | Rang 13                         |

### Renndaten
- Gemeldet: 66
- Gestartet: 55
- Gewertet: 21
- Rennklassen: 3
- Zuschauer: unbekannt
- Wetter am Renntag: warm und trocken
- Streckenlänge: 14,100 km
- Fahrzeit des Siegerteams: 24:00:00.000 Stunden
- Gesamtrunden des Siegerteams: 305
- Gesamtdistanz des Siegerteams: 4300,500 km
- Siegerschnitt: 179,816 km/h
- Pole Position: Loek Vermeulen – Chevrolet Camaro Z28 (#20) – 4:19,000
- Schnellste Rennrunde: Loek Vermeulen – Chevrolet Camaro Z28 (#20) – 4:21,300 = 194,535 km/h
- Rennserie: 5. Lauf der Trophée de l’Avenir 1978